# José Bové

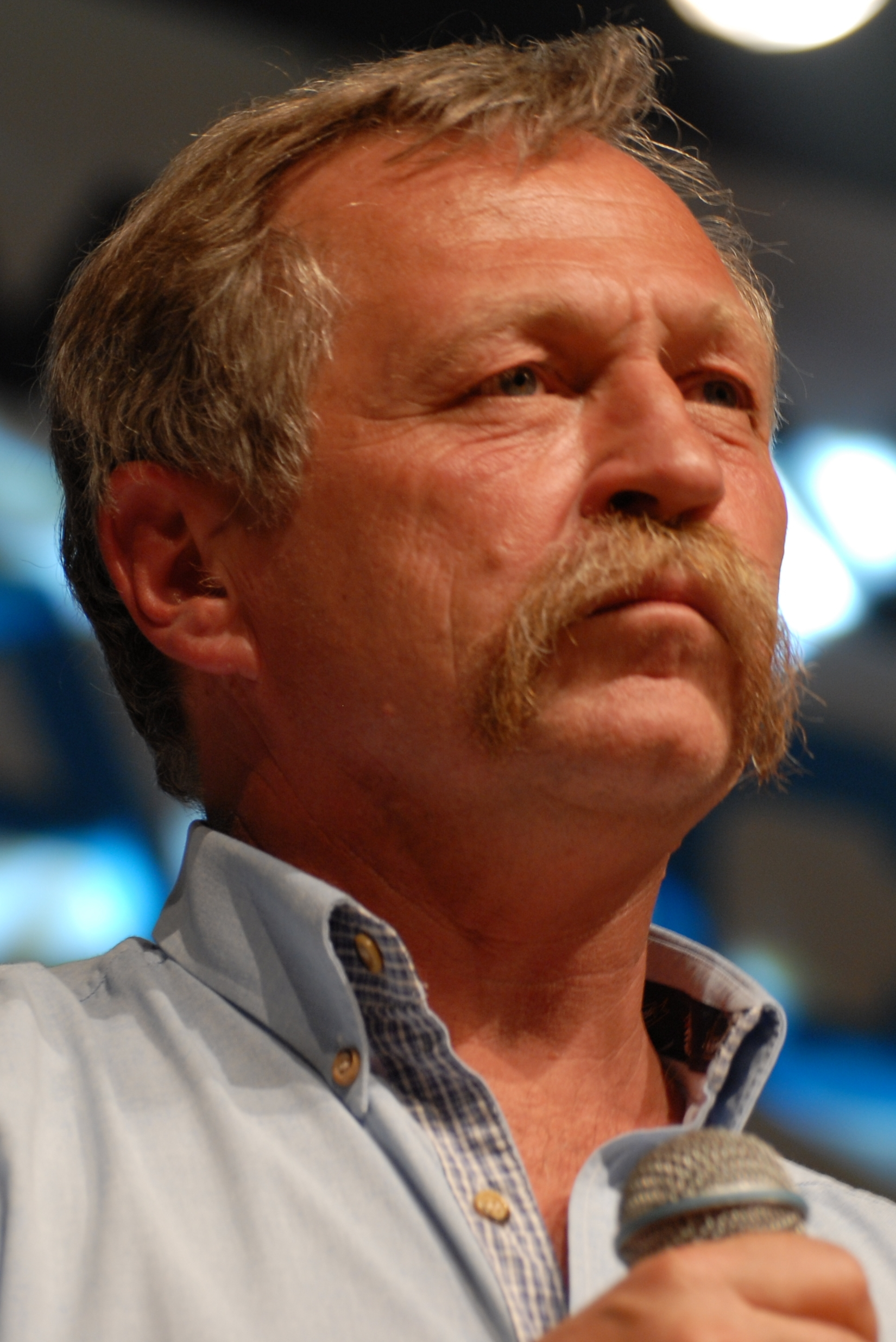
José Bové (2013)

Joseph (José) Bové, ur. 11 czerwca 1953 w Talence) – francuski polityk, rolnik i działacz związkowy oraz alterglobalistyczny. Poseł do Parlamentu Europejskiego VII i VIII kadencji.

## Życiorys
Będąc synem naukowców, spędził część swego dzieciństwa na Uniwersytecie w Berkeley. Po powrocie rodziny do Francji uczył się w szkole katolickiej, z której został wykluczony w 1968. Podjął studia filozoficzne na Uniwersytecie w Bordeaux. Wkrótce zaangażował się w działania popierające rolników w Larzac protestujących przeciwko planom rozbudowy bazy wojskowej. W tym okresie starał się uniknąć obowiązku służby wojskowej, ukrywał się z tego powodu w gospodarstwie położonym w trudno dostępnym regionie Pirenejów. W 1976 został skazany na karę 3 tygodni pozbawienia wolności za nielegalne niszczenie dokumentów wojskowych związanych z budową w Larzac.
Zawodowo zajął się rolnictwem. W 1987 zakładał związek zawodowy Konfederacja Rolnicza, od 200 do 2004 pełnił funkcję rzecznika tej organizacji. Był również jednym z inicjatorów powołania inicjatywy ATTAC.
Jest znany z różnych aktów nieposłuszeństwa obywatelskiego, z których część doprowadziła do wszczynania przeciwko niemu postępowań karnych. Dokonał m.in. zniszczenia budowy restauracji McDonald’s w Millau (12 sierpnia 1999), co motywował protestem przeciwko wprowadzeniu przez USA cła zaporowego na ser Roquefort (ze strony USA był to odwet za europejski zakaz importu wołowiny z hormonami). Zaangażował się w protesty przeciwko uprawom GMO, za skoszenie pola z roślinami genetycznie zmodyfikowanymi w 2002 przez 6 tygodni odbywał karę pozbawienia wolności. W 2003 za niszczenie mienia został skazany po raz kolejny. Orzeczono karę 10 miesięcy pozbawienia wolności, został zwolniony po niespełna 6 tygodniach na skutek ułaskawienia, jakie z okazji 14 lipca zastosował wobec niego prezydent Jacques Chirac.
W 2007 jako bezpartyjny kandydat wziął udział w wyborach prezydenckich. Przegrał w pierwszej turze głosowania, otrzymując 483 008 (1,33%) głosów i zajmując 10. miejsce wśród 12 kandydatów.
Był jednym z organizatorów komitetu wyborczego Europa Ekologia. Z jego ramienia w wyborach w 2009 uzyskał mandat posła do Parlamentu Europejskiego VII kadencji. Przystąpił do frakcji Zielonych i Wolnego Sojuszu Europejskiego, powołano go na wiceprzewodniczącego Komisji Rolnictwa i Rozwoju Wsi. W 2010 został członkiem nowo utworzonej francuskiej partii pod nazwą Europa Ekologia – Zieloni. W 2011 był nominowany do nagrody MEP Awards dla najbardziej pracowitych posłów w kategorii polityka regionalna.
W 2014 José Bové został wybrany na kolejną kadencję Europarlamentu, zasiadał w nim do 2019.

## Wybrane publikacje
- Nous, Paysans (współautor), 2000
- Le Monde n’est pas une marchandise; des paysans contre la malbouffe (współautor), 2001 (wydanie polskie z przedmową Stefana Adamskiego, 2002)
- Retour de Palestine, 2002
- Paysan du Monde (współautor), 2002
- La Confédération paysanne (współautor), 2003
- Pour la désobéissance civique (współautor), 2004
- Candidat rebelle, 2007
- José Bové, un paysan pour l'Europe, 2009
- Du Larzac à Bruxelles (współautor), 2011cratique", édition Le temps des cerises, 2000